# Route magistrale 20 (Serbie)
Pour les articles homonymes, voir M20 et Route 20.
La route magistrale 20 (en serbe : Државни пут ІВ реда број 20, Državni put IB reda broj 20 ; Магистрала број 20, Magistrala broj 20) est une route nationale de Serbie qui débute près de l'échangeur  Sremska Mitrovica de l'autoroute A3 passant par les villes serbes de Sremska Mitrovica et de Bogatić pour arriver jusqu’à la frontière serbo-bosniaque.
À ce jour, elle ne comporte aucune section autoroutière (Voie Rapide en 2 x 2 voies).